# John Frederick Herbert
John Frederick Herbert (16 de setembro de 1868 – 26 de junho de 1943) foi um político australiano que representou a sede de Wallaroo com vários membros da Câmara da Assembleia da Austrália Meridional de 1912 a 1918. Representou o Partido Trabalhista Unificado até juntar-se ao Partido Nacional na divisão trabalhista de 1917.
Herbert nasceu em Wallaroo e foi carpinteiro de profissão. Mudou-se para Broken Hill ainda jovem, onde estava envolvido na greve dos mineiros de Broken Hill em 1892. Retornou a Wallaroo mais de uma década depois, onde foi vereador da Cidade Corporativa de Wallaroo por oito anos, incluindo como prefeito em 1912 e 1913, e posteriormente secretário municipal por dezesseis anos, renunciando ao último cargo em 1936 devido a problemas de saúde. Era um esportista ativo, com vários sucessos no futebol, críquete, natação e remo. Foi membro da Ordem Independente de Oddfellows Manchester Unity por mais de sessenta anos, e foi secretário do alojamento de Wallaroo por muitos anos.
Herbert foi eleito para a Câmara da Assembleia pelo Partido Trabalhista Unificado nas eleições estaduais de 1912. Foi reeleito sem oposição em 1915. Trocou o Partido Trabalhista pelo novo Partido Nacional na divisão trabalhista de 1917 devido ao recrutamento. Foi esmagadoramente derrotado por um candidato trabalhista quando concorreu à reeleição na eleição de 1918, obtendo menos da metade dos votos trabalhistas, mesmo no distrito de Wallaroo.